# دونالد إرب
دونالد إرب (بالإنجليزية: Donald Erb)‏ هو معلم موسيقى وملحن أمريكي، ولد في 17 يناير 1927 في يونغزتاون في الولايات المتحدة، وتوفي في 12 أغسطس 2008 في كليفلاند هايتس في الولايات المتحدة.

## وصلات خارجية
- دونالد إرب على موقع ميوزك برينز (الإنجليزية)
- دونالد إرب على موقع ديسكوغز (الإنجليزية)